# JS 이즈모 (DDH-183)
JS 이즈모 (DDH-183)는 일본의 경항공모함이다. 이즈모형 호위함의 1번함이다. 2번함과 동일하게 기본 승무원을 포함해 파일럿, 해병대 등 수천명에 달하는 인력을 태우는게 가능한 대형함선이다.

## 역사
헬리콥터 항공모함(helicopter carrier)으로 분류되지만, 일본에서는 헬리콥터 구축함이라고 분류한다.
2012년 기공식, 2013년 진수식, 2015년 취역식을 가졌다. 이즈모국의 이름을 딴 두번째 군함이다.
2019년 5월 3일-9일, 자유롭고 열린 인도 태평양 구상 일환으로 4개국 연합훈련을 실시했다. 동중국해, 남중국해에서 실시된 연합훈련에는 일본의 이즈모와 JS 무라사메 (DD-101) 호위함, 미 해군의 알레이버크급 이지스 구축함 USS 윌리엄 P. 로런스 (DDG-110), 인도 해군의 구축함 INS 콜카타와 군수지원함 INS 샤크티, 필리핀 해군의 호위함 BRP 안드레스 보니파시오 (PS-17) 등 6척이 참가했다. 중국이 강력하게 반발했다.
2019년 6월 10일-12일, 남중국해에서 미국 해군 USS 로널드 레이건 (CVN-76) 항공모함 함대와, 일본 해상자위대 JS 이즈모 (DDH-183) 경항공모함 함대가 함께 항해해 중국에 대해 무력시위를 했다. JS 이즈모 (DDH-183) 경항공모함은 JS 무라사메 (DD-101), JS 아케보노(DD-108)가 호위했다. 트럼프 행정부의 자유롭고 열린 인도 태평양 전략에 따른 연합훈련이다.
미국의 강습상륙함은 선미에 도크가 있어서 상륙정을 탑재하는 대신, 항공기 격납고를 대폭 줄인 와스프급 강습상륙함(LHD)과, 항공모함처럼 오직 항공기 격납고만 있는 아메리카급 강습상륙함(LHA)의 두가지가 있다. 독도함과 휴우가함은 LHD 방식이지만, 이즈모함은 LHA 방식이다. 즉, 항공기 탑재량이 훨씬 많아졌다.
아메리카급 강습상륙함(LHA)의 주임무는 크게 두가지이다. 이즈모함도 동일할 것으로 보인다.
- 헬리콥터와 MV-22 오스프리 수직이착륙기를 이용해 해병 원정대를 상륙시킨다.
- F-35B 스텔스 전투기, 공격용 헬기를 탑재해 상륙작전을 지원한다.

2017년 11월 도널드 트럼프 대통령이 처음 일본을 방문했을 때, 이즈모함에 승함하는 방안이 검토됐지만 일정과 경비 문제로 보류되었다. 2019년 두번째 국빈방문에서 카가함에 탑승했다.

## 개조
일본은 JS 이즈모 (DDH-183)와 JS 카가 (DDH-184)의 비행갑판을 대폭 개조해 미국에서 도입하는 수직 이착륙 스텔스 전투기 F-35B를 운용한다는 계획이다. 비행 갑판에 스키 점프대를 설치하고 F-35B 10대를 탑재한다는 것이다.
영국 국제전략문연구소(IISS)의 닉 차일드 해군전력 담당 선임 연구원은 "동아시아 지역 군비경쟁 속도를 생각했을 때 일본의 이즈모 개조는 언제 시작할 것이냐의 문제였지, 개조하느냐 마느냐의 문제는 아니었다"고 지적했다.
일본은 F-35B 42대를 수입할 계획이다.
2013년 12월, 일본은 신방위대강을 통해 미국 해병대를 모방한 수륙기동단을 신설키로 했다.
2018년 12월 18일, 일본 정부는 오전 내각회의에서 새로운 방위력 정비지침 “방위계획의 대강령”과 2009년부터 5년간의 “중기방위력정비계획(중기방)”을 결정했다. 일본의 신방위대강에는 이즈모 헬기 항공모함을 사실상 정식 항모로 개조하는 등 자위대 전력을 증강하는 내용을 담고 있다.

## 같이 보기
- JS 카가 (DDH-184)